# Níki Bakogiánni
Níki Bakogiánni (grekiska: Νίκη Μττακογιάννη), född den 9 juni 1968, är en grekisk före detta friidrottare som tävlade i höjdhopp.
Bakogiánnis främsta meriter kom båda under 1996. Hon inledde året med att bli silvermedaljör vid inomhus-EM i Stockholm efter Alina Astafei med ett hopp på 1,96. Utomhus samma år deltog hon vid Olympiska sommarspelen då hon även där blev silvermedaljör. Denna gång var det bulgariskan Stefka Kostadinova som blev för svår. Bakogiánni förbättrade sitt personliga rekord till 2,03, en höjd som hon aldrig var i närheten av under resten av sin karriär.
Trots framgången i OS misslyckades hon att ta sig till någon mästerskapsfinal i VM och hon misslyckades även att ta sig till final vid Olympiska sommarspelen 2000.